# Batinjani (Đulovac)
Batinjani (1971-ig Batinjani Podborski) falu Horvátországban Belovár-Bilogora megyében. Közigazgatásilag Đulovachoz tartozik.

## Fekvése
Belovártól légvonalban 44, közúton 52 km-re délkeletre, Daruvár központjától légvonalban 4, közúton 5 km-re északkeletre, Nyugat-Szlavóniában, a Papuk-hegység nyugati lejtőin, a Toplica-patak völgye felett fekszik.

## Története
A történeti dokumentumok szerint Batinjani területén a középkorban jelentős település volt, melynek Szent György plébániáját már 1334-ben említik a zágrábi püspökség tizedjegyzékében „Item sancti Georgii de generatione Tolineg” alakban. A plébánia szerepel 1337-ben, 1441-ben és 1512-ben kibocsátott oklevelekben is „ecclesia sancti Georgii” néven. [ 1501-ben András nevű papját említik „Andreas sancti Georgii in Thopoloza” néven. 1495-ben említik a Toplica-patak melletti „Zenth Gergh” nevű birtokot. Templomának romjait még látták 1702-ben a falu melletti Đurđička-erdőben. Ma ez a hely a Rudina-Đurđička nevű régészeti lelőhely, melynek feltárása még nem történt meg. A templomot és a mellette fekvő középkori falut valószínűleg 1542-ben pusztította el a török.
A térség a 17. század végén szabadult fel a török uralom alól. A kihalt területre a parlagon heverő földek megművelése és a határvédelem céljából a 18. század első felében Bosznia területéről telepítettek be új, szerb anyanyelvű lakosságot. Az itteni birtokokat 1760-tól vásárolta meg gróf daruvári Jankovich Antal Pozsgega vármegye alispánja, később főispánja és János nevű testvére. Az első katonai felmérés térképén „Dorf Battiniani” néven találjuk. Lipszky János 1808-ban Budán kiadott repertóriumában „Battinyani” néven szerepel. Nagy Lajos 1829-ben kiadott művében „Battinyani” néven 64 házzal 39 katolikus és 466 ortodox vallású lakossal találjuk.
A Magyar Királyságon belül Horvát–Szlavónország részeként, Pozsega vármegye Daruvári járásának része volt. 1857-ben 521, 1910-ben 1.103 lakosa volt. 1910-ben a népszámlálás adatai szerint lakosságának 76%-a szerb, 16%-a cseh, 5%-a horvát anyanyelvű volt. Az első világháború után 1918-ban az új szerb-horvát-szlovén állam, majd később (1929-ben) Jugoszlávia része lett. 1941 és 1945 között a németbarát Független Horvát Államhoz, háború után a település a szocialista Jugoszláviához tartozott. A település 1991-től a független Horvátország része. Ebben az évben lett az önálló Đulovac község része is, azelőtt Daruvárhoz tartozott. 1991-ben lakosságának 92%-a szerb nemzetiségű volt. 2011-ben a településnek 247 lakosa volt.

## Lakossága
| Lakosság változása | Lakosság változása | Lakosság változása | Lakosság változása | Lakosság változása | Lakosság változása | Lakosság változása | Lakosság változása | Lakosság változása | Lakosság változása | Lakosság változása | Lakosság változása | Lakosság változása | Lakosság változása | Lakosság változása | Lakosság változása |
| ------------------ | ------------------ | ------------------ | ------------------ | ------------------ | ------------------ | ------------------ | ------------------ | ------------------ | ------------------ | ------------------ | ------------------ | ------------------ | ------------------ | ------------------ | ------------------ |
| 1857               | 1869               | 1880               | 1890               | 1900               | 1910               | 1921               | 1931               | 1948               | 1953               | 1961               | 1971               | 1981               | 1991               | 2001               | 2011               |
| 521                | 661                | 666                | 820                | 1.075              | 1.103              | 1.180              | 1.256              | 818                | 830                | 760                | 678                | 600                | 547                | 273                | 247                |

## Nevezetességei
A falu határában Zvjerkuša-patak melletti mező fölé emelkedő 260 méteres magaslaton a középkorban Szent György tiszteletére szentelt plébániatemplom állt. A templom maradványai a 18. század elején még jól látszottak. Ma a Rudina-Đurđička régészeti lelőhely van a helyén.